# قبعة قشية
القبعة القشيّة هي قبعة ذات حواف منسوجة من القش أو مواد تشبه القش من نباتات مختلفة أو مواد اصطناعية. القبعة مصممة لحماية الرأس من أشعة الشمس، ولكنها تستخدم أيضاً كعنصر زخرفي أو زي موحد.

## صور

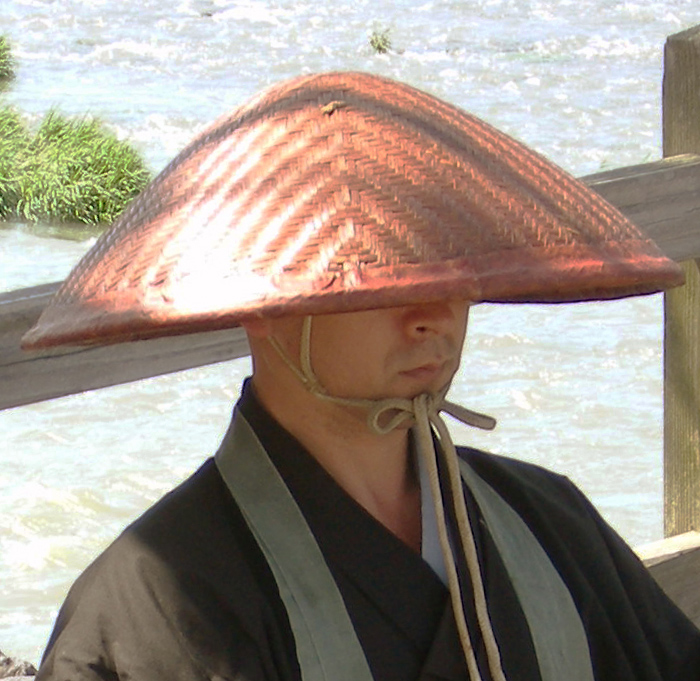
قبعة قشية يرتديها راهب بوذي ياباني.